# Babà
Il babà è un dolce da forno a pasta lievitata con lievito di birra, bagnato con il rum, di origine francese e divenuto tipico della pasticceria napoletana. Il suo diametro può variare da 5–7 cm fino a 34–40 cm.

## Storia
Il babà è la derivazione di un dolce a lievitazione naturale originario della Polonia (babka ponczowa) e di altri paesi slavi. Perfezionato dai cuochi francesi assunse il nome di baba. Vide poi trasformato il proprio nome in "babbà" dai pasticceri napoletani.
L'invenzione del babà si fa risalire all'ultimo duca di Lorena ed effimero re di Polonia Stanislao Leszczyński, suocero di Luigi XV di Francia. Leszczyński era uso dilettarsi nell'invenzione culinaria ma, essendo privo di denti, era impossibilitato a mangiare dolci quali la babka polacca o un dolce simile alla babka ovvero il Kougelhopf, originario dell'Alsazia, che egli trovava troppo asciutto; decise allora di ammorbidirlo nel tokaj e nello sciroppo.
La ricetta del babà al rum nella tipica forma a fungo moderna risale al 1835. La si deve a un discendente del celebre pasticciere Nicolas Stohrer, giunto a Parigi con Maria Leszczyńska, figlia del sovrano polacco, che aveva voluto portare con sé il suo pasticcere preferito in occasione delle proprie nozze con Luigi XV, re di Francia.
Ancora oggi, nella capitale francese, la maison propone dolci simili.
Un'altra versione delle origini faceva ricordare al re la gonna a campana (tonde) delle donne anziane che si chiamano babka.
Un'altra storia racconta che il re, dal pessimo carattere, scagliasse il dolce contro una credenza, fracassando una bottiglia di rum; questa andò a inzuppare il dolce e Stanislao allora lo assaggiò, trovandolo ottimo.
Nel XIX secolo il gastronomo Anthelme Brillat-Savarin inventò un liquore che ben si accompagnava alle macedonie di frutta.
La pasticceria francese dei fratelli Julien ebbe l'idea di chiudere la macedonia in un babà opportunamente spennellato di confettura di albicocche: nacque così il Babà Savarin.
Le prime fonti partenopee sul dolce risalgono al 1836 quando il cuoco Angeletti scrisse un manuale culinario in cui è descritta la ricetta con uvetta e zafferano, questi ultimi ingredienti persi negli anni a causa della "volgarizzazione" delle pasticcerie commerciali che ne hanno sfornati nuovi tipi con crema e amarene o anche servito mignon con gelato semifreddo. Ma, secondo un’etimologia più semplice e popolare, il dolce sarebbe più antico di quanto si creda e cioè ricorderebbe, sia nella forma sia nel nome, i copricapi dei baba, cioè di quei dignitari turchi che accompagnavano a Napoli ogni nuovo ambasciatore ottomano e sfilavano in corteo con lui nelle strade della città.

## Ricetta
(Pellegrino Artusi, La scienza in cucina e l'arte di mangiar bene, 1895)
La tecnica di impasto e i tempi di lievitazione rappresentano due grandi segreti di questo rinomato dolce. È lasciato lievitare a lungo in uno stampo a tronco di cono allungato, quindi cotto in forno ben caldo. Assume un colore ambrato e una caratteristica forma a "fungo". Terminata la cottura viene estratto, e lo si fa "asciugare" per almeno un giorno affinché perda la maggior parte dell'umidità. Successivamente è posto parzialmente immerso in ampi contenitori pieni di liquido caldo a scelta: sciroppo di zucchero, rum, o altri liquori come il limoncello. È, infine, sommariamente privato del liquido in eccesso e inviato ai rivenditori autorizzati. Alcune pasticcerie ne ricoprono la superficie con una glassa all'albicocca, che lo rende più lucido e attraente.
Una variante del babà è il cosiddetto savarin, che pur conservando gli stessi ingredienti di base del babà prevede l'introduzione di un po' di latte nell'impasto: il risultato è una pasta più chiara e spugnosa, dal sapore meno acidulo, che si presta ancor meglio alla produzione di grosse "torte babà" da guarnire con panna, frutta e gelatina.